# La Tour-sur-Orb
La Tour-sur-Orb (okzitanisch La Torre d’Òrb) ist eine französische Gemeinde mit 1.346 Einwohnern (Stand: 1. Januar 2022) im Département Hérault in der Region Okzitanien (bis 2015: Languedoc-Roussillon). Sie gehört zum Arrondissement Béziers und zum Kanton Clermont-l’Hérault. Die Einwohner werden Tourorbois genannt.

## Geographie
Die Gemeinde La Tour-sur-Orb liegt etwa 35 Kilometer nordnordwestlich von Béziers am Orb. Umgeben wird La Tour-sur-Orb von den Nachbargemeinden Camplong und Le Bousquet-d’Orb im Norden, Lunas-les-Châteaux im Nordosten und Osten, Carlencas-et-Levas im Südosten, Bédarieux im Süden, Villemagne-l’Argentière im Süden und Südwesten, Le Pradal im Südwesten, Taussac-la-Billière im Westen sowie Saint-Étienne-Estréchoux im Nordwesten.
Der Bahnhof der Gemeinde liegt an der Bahnstrecke Béziers–Neussargues.

## Bevölkerungsentwicklung
| Jahr                       | 1962 | 1968 | 1975 | 1982 | 1990 | 1999 | 2011 | 2020 |
| Einwohner                  | 901  | 758  | 812  | 1031 | 1039 | 1050 | 1259 | 1301 |
| Quellen: Cassini und INSEE |      |      |      |      |      |      |      |      |

## Sehenswürdigkeiten
- Kirche Saint-Cyr-et-Sainte-Julite in Saint-Xist aus dem 12. Jahrhundert, seit 1979 Monument historique
- Kirche Notre-Dame-en-son-Assomption in Boussagues aus dem 14. Jahrhundert
- Kirche Sainte-Marie in Frangouille
- Kirche Saint-Saturnin von Clairac
- mittelalterliche Ortskerne der Ortschaften
- Residenz des Abts von Joncels, Schloss aus dem 17. Jahrhundert, Monument historique seit 1964
- mittelalterliche Brücke über den Orb bei Mirande
- alter Kalkofen, Monument historique
- romanischer Donjon

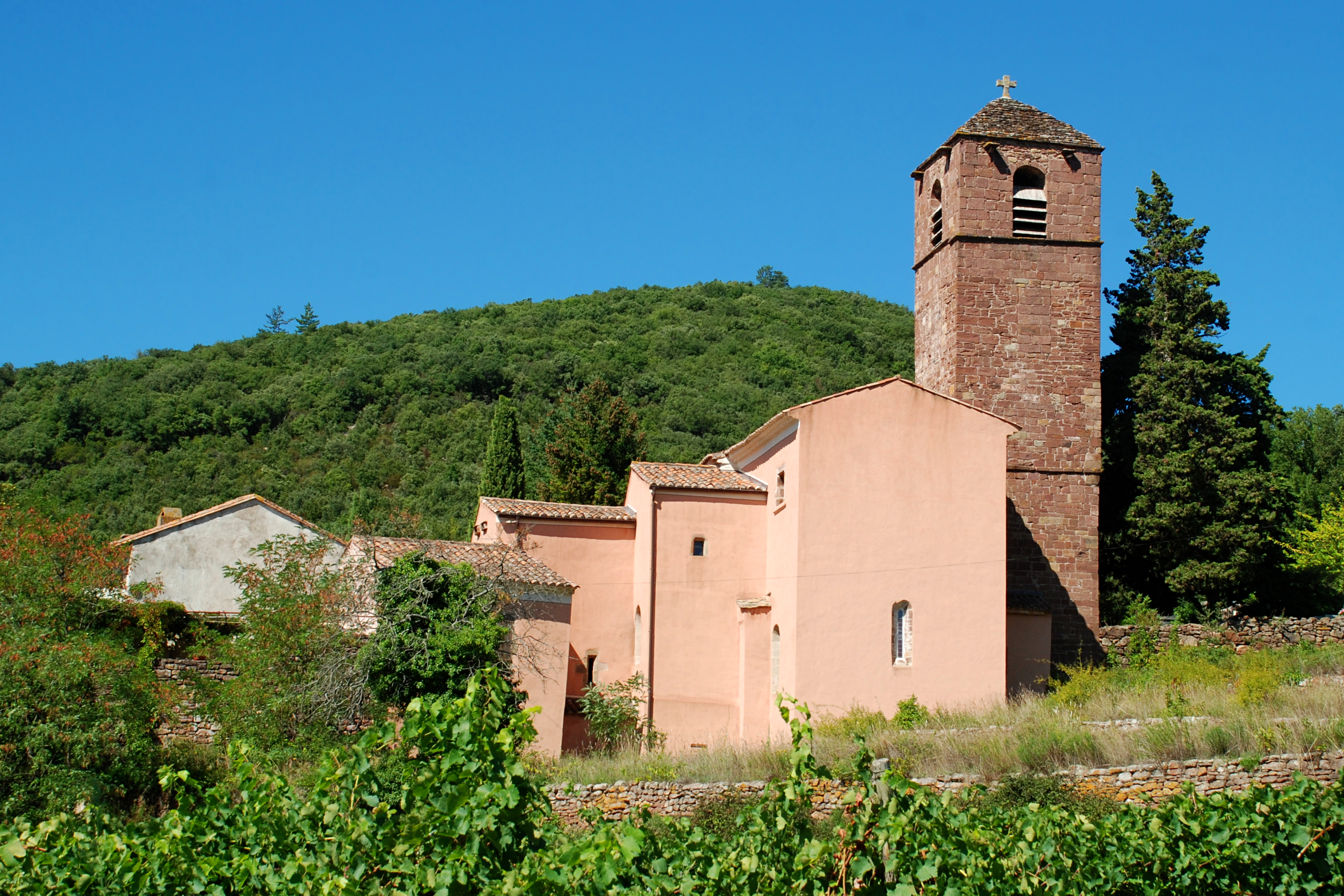
Kirche Saint-Cyr-et-Saint-Julite
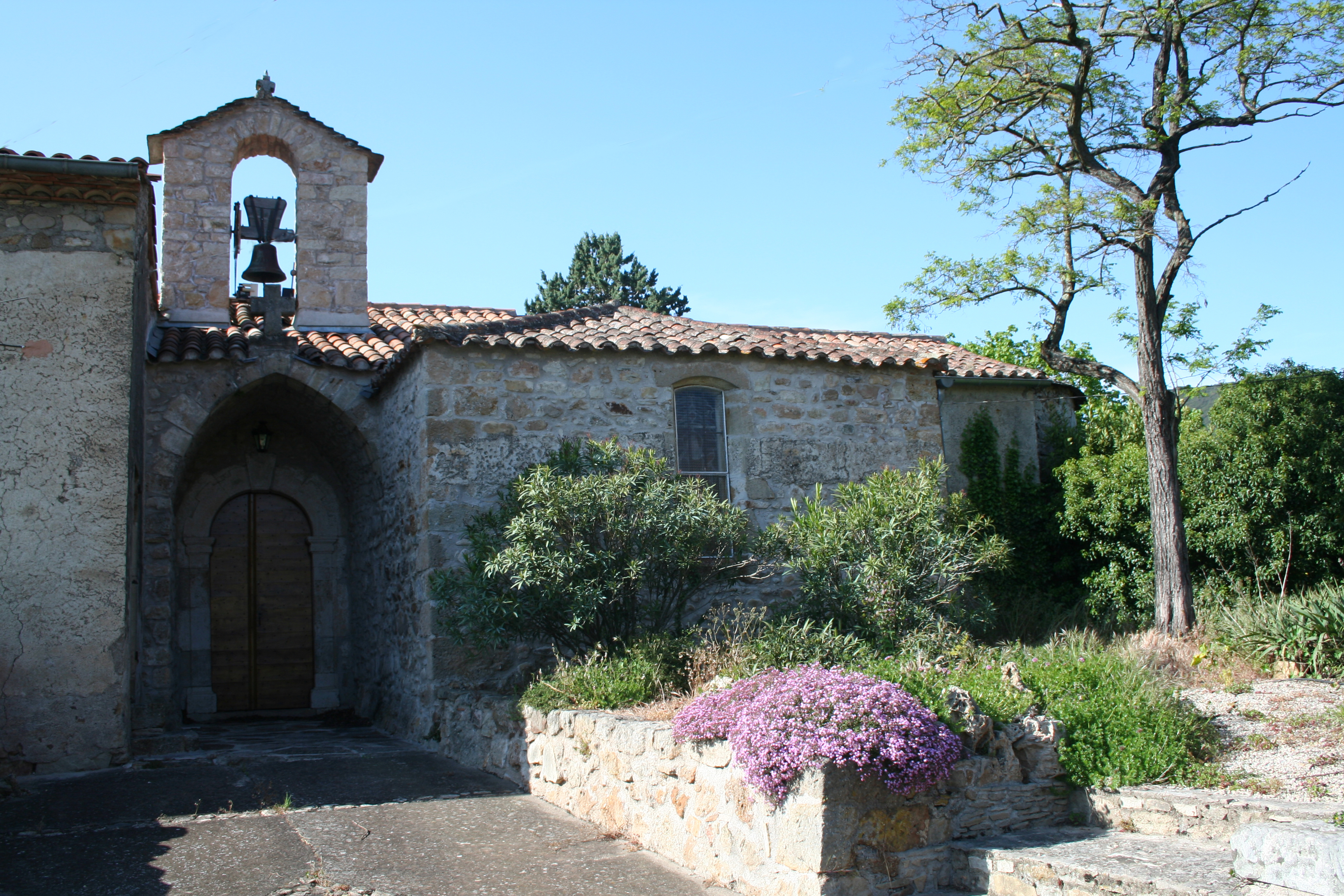
Kirche Saint-Saturnin
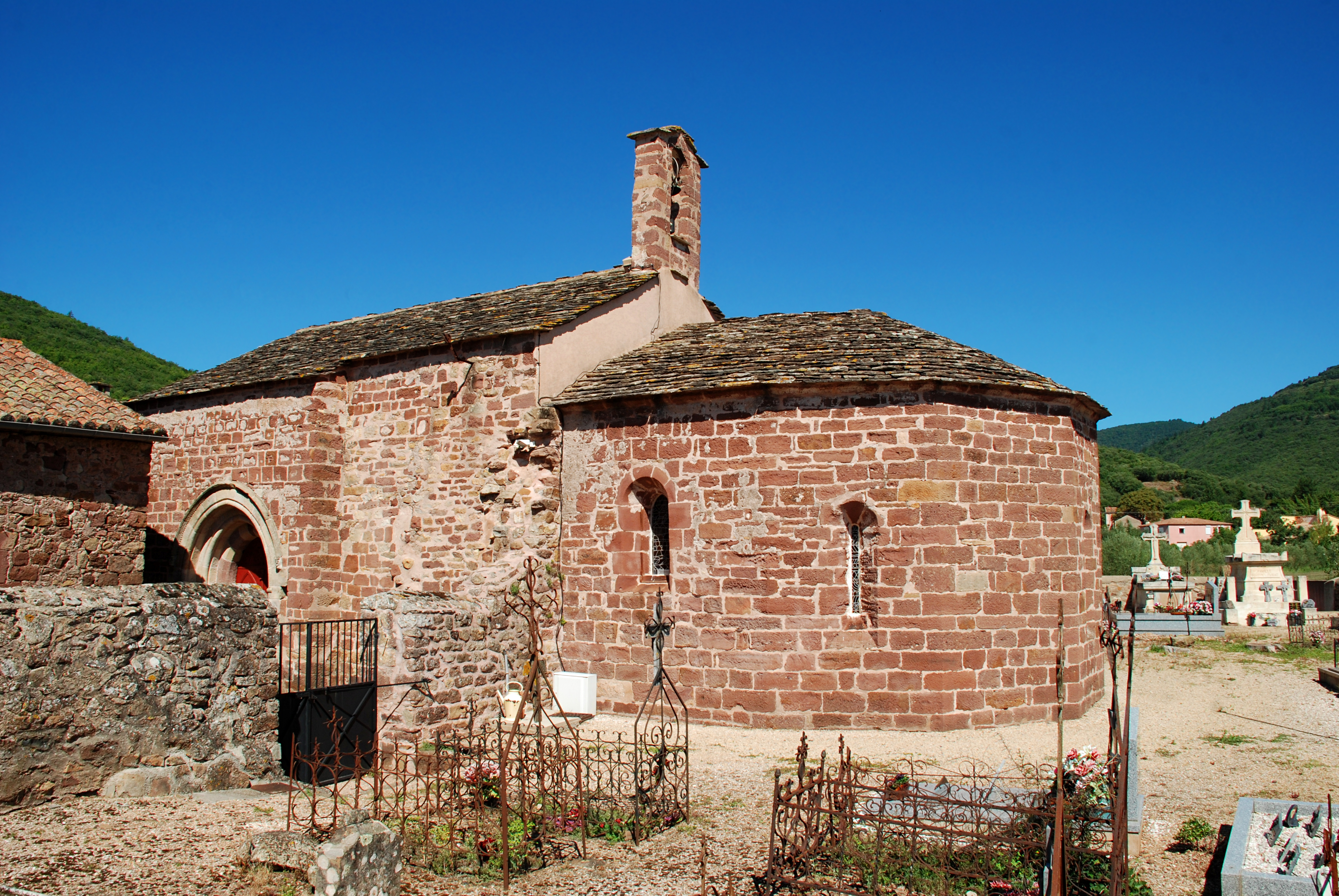
Kirche Sainte-Marie in Frangouille
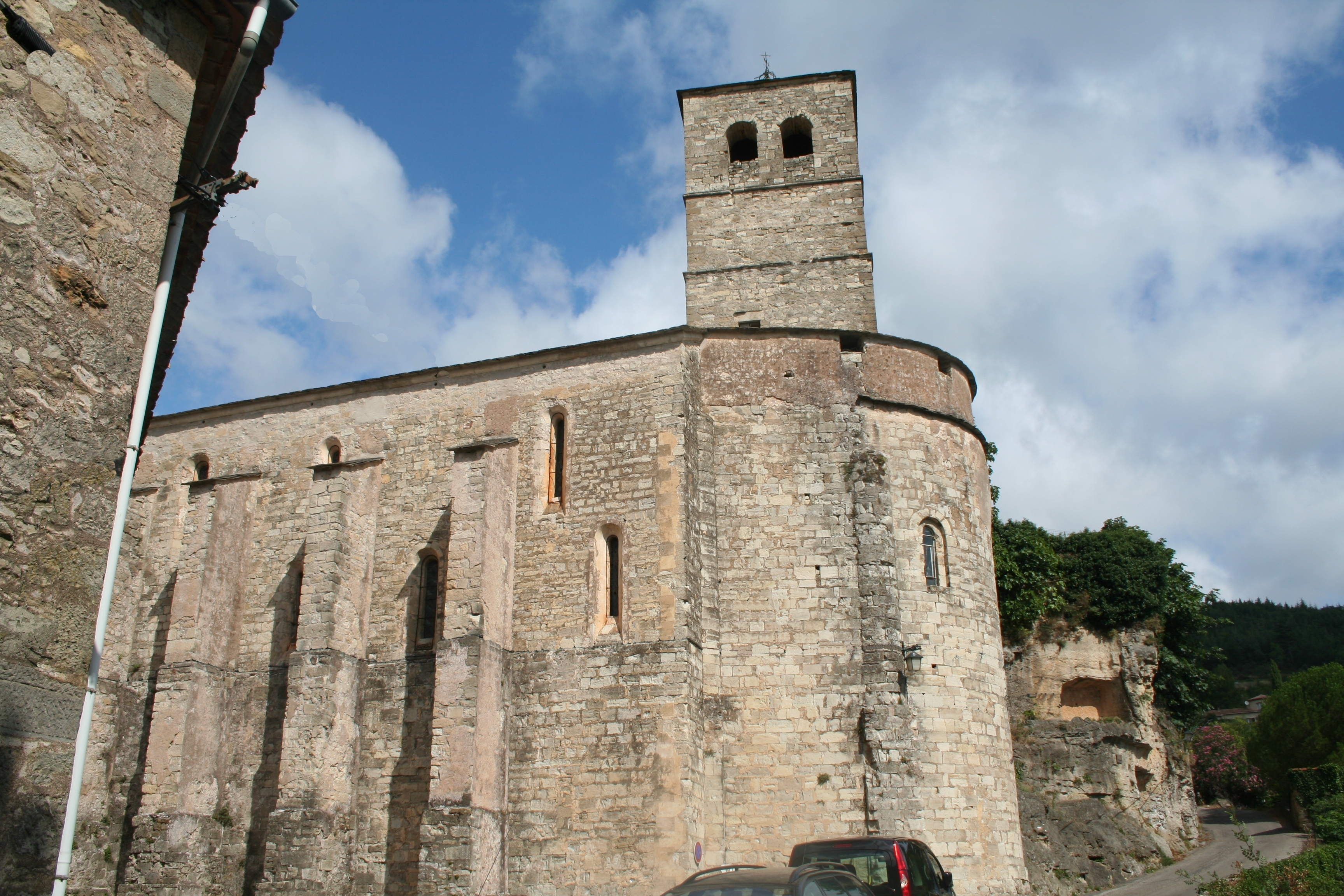
Kirche Notre-Dame-en-son-Assomption
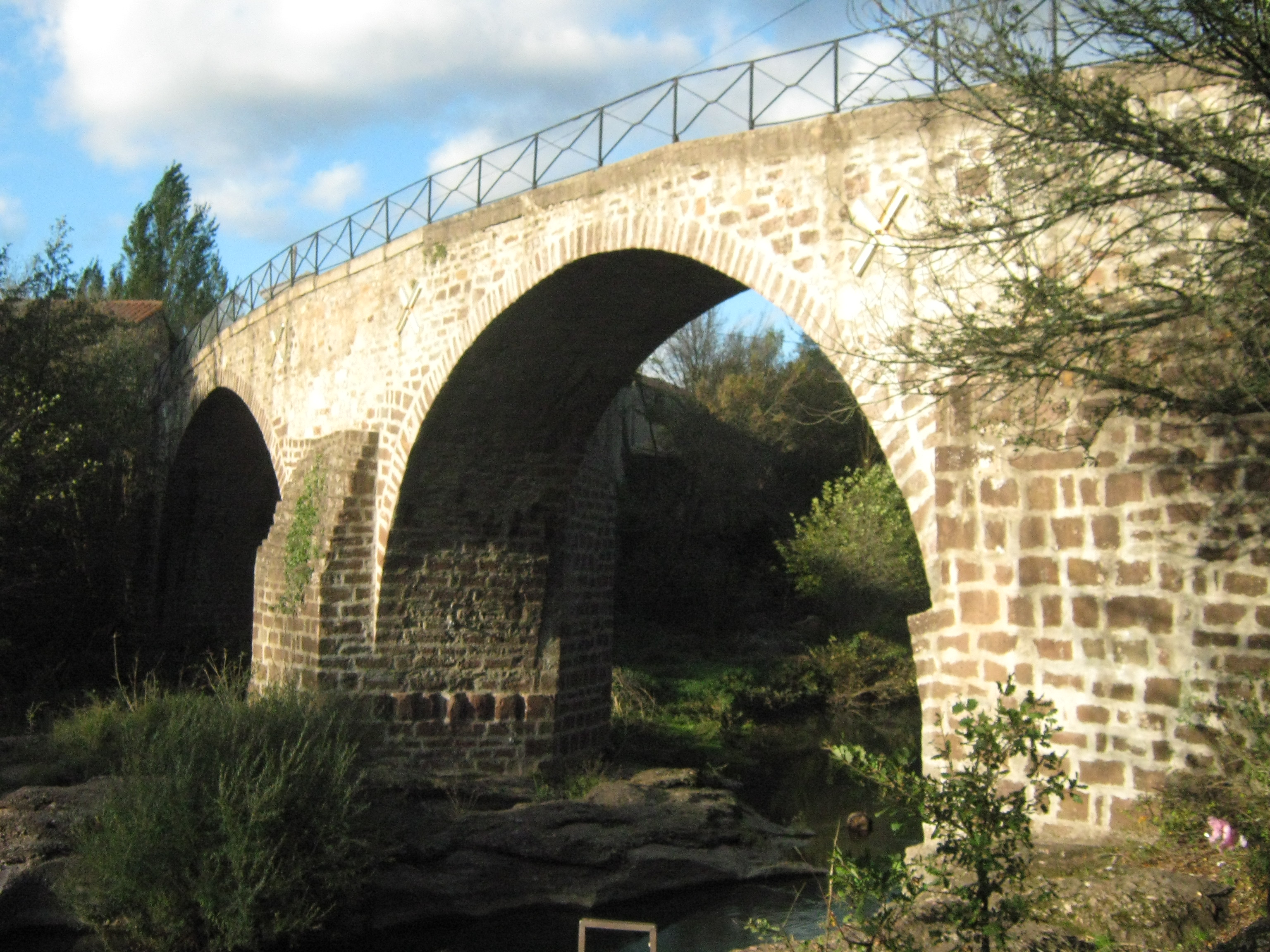
Brücke über den Orb
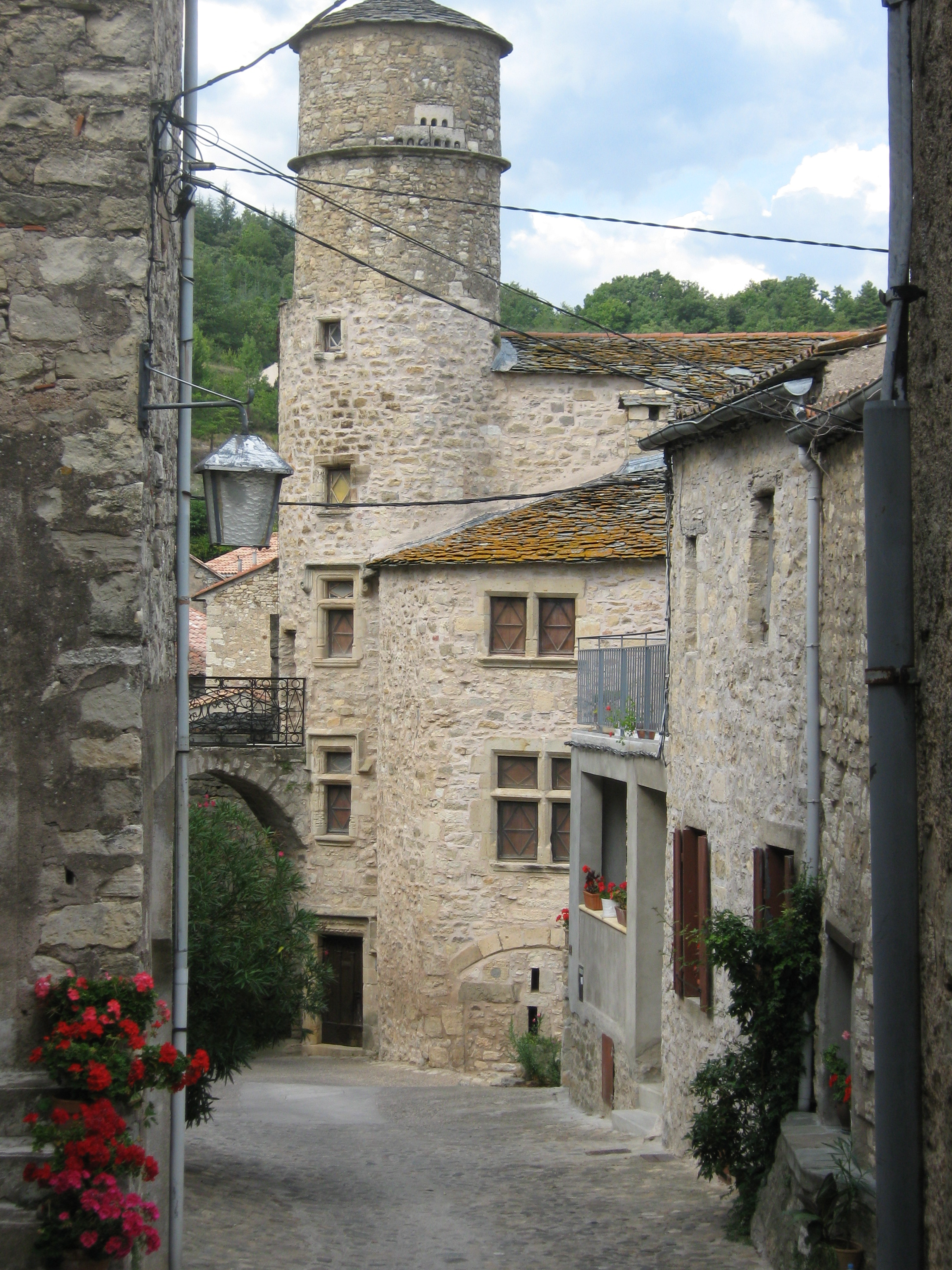
Haus des Vogtes